# Cardiochiles erythronotus
Cardiochiles erythronotus är en stekelart som beskrevs av Cameron 1906. Cardiochiles erythronotus ingår i släktet Cardiochiles och familjen bracksteklar. Inga underarter finns listade.